# خانه شهید رجایی
منزل شهید رجایی مربوط به دوره معاصر است و در تهران، خیابان ایران، کوچه آجانلو واقع شده و این اثر در تاریخ ۲۴ بهمن ۱۳۷۵ با شمارهٔ ثبت ۱۸۳۲ به‌عنوان یکی از آثار ملی ایران به ثبت رسیده است.
این مکان هم‌اکنون به خانه موزه شهید رجایی تبدیل شده است.

## موزه
در این موزه آثار محمدعلی رجایی، اعم از میز و اتاق کار، وسایل شخصی، محل پذیرایی از میهمانان خارجی و محل زندگی وی به نمایش گذاشته شده است.

## نشانی
خانه موزه شهید رجایی درمیدان بهارستان، خیابان مجاهدین اسلام، نرسیده به چهار راه آبسردار، خیابان شهید آجانلو، کوچه شهید میرزایی، پلاک ۶ قرار دارد.